# مبادرة المكتبة الرقمية المسمارية
مبادرة المكتبة الرقمية المسمارية (CDLI) هي مشروع مكتبة رقمية دولية. يهدف إلى وضع نصوص وصور لما يقدر بنحو 500,000 من الالواح المسمارية المكتشفة التي تعود للفترة من حوالي 3350 قبل الميلاد إلى نهاية حقبة ما قبل المسيحية على الإنترنت. مديرو المشروع هم روبرت ك. انكلود من جامعة كاليفورنيا (لوس أنجلوس)، ويورغن رين من معهد ماكس بلانك لتاريخ العلم. والباحثون الرئيسيون المشاركون هم جيكوب داهل من جامعة اكسفورد، وبترند لافرونت من المركز الوطني الفرنسي للبحث العلمي، ونانتري وايملي باغبيرون من جامعة تورنتو.

موقع المكتبة الرقمية المسمارية

بدأ المشروع عام 1998، ولكن لم ينفذ حتى عام 2000 حيث مول لمدة ثلاث سنوات من قبل الصندوق الوطني للعلوم الإنسانية ومؤسسة العلوم الوطنية مبادرة المكتبات الرقمية. ووضع تدريجياً على الإنترنت مجموعة متحف الشرق الأدنى في برلين (عام 2001). ومجموعة المعهد الكاثوليكي في باريس (عام 2002). ومجموعة متحف هيرميتاج ومتحف فيبي إيه هيرست للأنثروبولوجيا (عام 2003). ومجموعة متحف الآثار والأنثروبولوجيا في جامعة بنسيلفانيا. وتم تمويل المرحلة الثانية من 2004-2006 من قبل الصندوق الوطني للعلوم الإنسانية ومعهد خدمات المتاحف والمكتبات. وخلال هذه الفترة تم التركيز على المكونات التعليمية الجديدة وأنظمة الوصول إلى البيانات.